# Merobaudes (militar)
|  | Per a altres significats, vegeu «Merobaudes». |

Flavi Merobaudes (mort el 383 o 388) fou un oficial de l'exèrcit romà d'origen franc.  Fou nomenat mestre de la infanteria vers el 375 i elegit cònsol dues vegades, el 377 i el 383.  Les fonts antigues diuen que fou executat el 383 per haver fet costat a l'usurpador imperial Magne Màxim, però en una inscripció consta que el 388 fou elegit cònsol per tercera vegada.

## Biografia
Merobaudes fou un oficial de l'emperador Julià (r. 361-363). Li fou confiat el transport de les despulles mortals de l'emperador quan aquest últim perdé la vida en campanya contra l'Imperi Sassànida.
L'emperador Valentinià I el nomenà mestre de la infanteria vers el 375. A la mort de Valentinià I aquell mateix any, Merobaudes avisà que només podria controlar l'exèrcit si Valentinià II, fill del difunt, era nomenat emperador. Valentinià II governà juntament amb el seu germà, Gracià, i Merobaudes influí en tots dos.
Merobaudes fou cònsol dues vegades: el 377 amb Gracià i el 383 amb Saturní. Això era un gran honor, car des del regne de Constantí I el Gran, només els membres de la família imperial havien estat cònsols més d'una vegada. Merobaudes era probablement un ferm defensor del comte Romà, procònsol d'Àfrica. Merobaudes feu costat a Romà contra el comte Teodosi en dos litigis, que acabaren amb l'absolució de Romà i l'execució de Teodosi.
El 378, Gracià ordenà a Merobaudes marxar a l'est amb les seves tropes per ajudar l'emperador d'Orient, Valent, que preparava un atac contra els gots, que s'havien revoltat després de migrar a territori romà per la pressió dels huns.  La decisió de Merobaudes de deixar part de l'exèrcit a la Gàl·lia evità un desastre. Assabentats que els romans tenien previst anar a l'est, els alamans envaïren la regió, però patiren una desfeta estrepitosa a mans de Gracià a Argència. Els alamans perderen 30.000 homes. Tanmateix, el retard ocasionat desembocà en la mort de Valent i la destrucció de la major part de l'exèrcit d'Orient en la batalla d'Adrianòpolis. Valent havia decidit atacar sense esperar els reforços de Gracià (possiblement per no haver de compartir la glòria amb el seu nebot —i rival— d'Occident).
Segons les fonts antigues, el 383 Merobaudes s'afegí a la causa de l'usurpador Magne Màxim i fou executat per l'emperador. Els historiadors moderns, tanmateix, treuen importància al paper de Merobaudes en la usurpació de Màxim. Ni tan sols no és segur que morís el 383, puix que una inscripció diu que el 388 fou elegit cònsol per tercera vegada. Un panegíric de Pacat en recull la mort, probablement per suïcidi. Segurament fou enterrat a Augusta dels Trèvers.
És possible que la finica de Morobund, als Balcans, esmentada en l'Alexíada d'Anna Comnena, derivi el seu nom del de Merobaudes.